# Lionel Scaloni
Lionel Sebastián Scaloni (* 16. Mai 1978 in Rosario) ist ein ehemaliger argentinischer Fußballspieler und heutiger -trainer italienischer Herkunft. Er ist seit 2018 Cheftrainer der argentinischen Nationalmannschaft, die er 2021 und 2024 zum Gewinn der Copa América und 2022 zum dritten WM-Titel führte.

## Spielerkarriere
Scaloni begann seine Fußballkarriere bei seinem Heimatverein Newell’s Old Boys, wo er in der Saison 1994/95 zum ersten Mal in der argentinischen Primera División zum Einsatz kam. Er wurde schnell zum Stammspieler und blieb es auch bei den Estudiantes, dem Ligakonkurrenten aus La Plata. Die meiste Zeit seiner Fußballkarriere verbrachte der Rechtsaußen allerdings in Spanien, wo er ab 1997 über acht Spielzeiten lang bei Deportivo La Coruña spielte. Hier erreichte er auch seine größten Erfolge. 1999/2000 wurde La Coruña spanischer Meister, danach zweimal Vize-Meister und zweimal Meisterschaftsdritter. Von 2000 bis 2004 nahm der Verein viermal in Folge an der Champions League teil und schied zweimal erst im Viertelfinale aus, einmal kam man sogar bis ins Halbfinale. Auf 41 Champions-League-Einsätze brachte es Scaloni in dieser Zeit. Die beiden folgenden Jahre verliefen nicht so erfolgreich, Deportivo landete nur noch im Mittelfeld und der Argentinier musste um seinen Platz im Team kämpfen. Während der Saison 2005/06 ging er auf Leihbasis zum englischen Premier-League-Club West Ham United. Dort erreichte er das englische Pokalfinale.
Im Nationaltrikot verlief Lionel Scalonis Karriere nicht so erfolgreich. Zwar war er bei der Junioren-WM 1997 in Malaysia in der von José Pékerman trainierten U20-Auswahl seines Landes, die auch den Titel holte, in der A-Nationalmannschaft kam er aber erst 2003 unter Marcelo Bielsa erstmals zum Einsatz und wurde danach nur selten berufen. Aufgrund seiner großen internationalen Erfahrung wurde er in Pekermans Aufgebot Argentiniens für die Fußball-Weltmeisterschaft 2006 in Deutschland aufgenommen. Scaloni kam im Achtelfinale gegen Mexiko zum Einsatz; Argentinien scheiterte im Viertelfinale mit 2:4 nach Elfmeterschießen an Gastgeber Deutschland.

## Trainerkarriere
2017 übernahm Scaloni bei der argentinischen A-Nationalmannschaft an der Seite des Nationaltrainers Jorge Sampaoli das Amt des Co-Trainers. Am 2. August 2018 wurde er zusammen mit Pablo Aimar zum Interimstrainer der argentinischen Nationalmannschaft. Am 8. August 2018 gewann er mit der U20 das Finale des Torneo Internacional de Fútbol Sub-20 de L’Alcúdia (COTIF) den zweiten Titel für Argentinien beim 2:1 gegen Russland. Sein erstes Spiel als Nationaltrainer gewann Scaloni am 8. September 2018 gegen Guatemala mit 3:0.
Bei der Copa América 2019 erreichte er mit der argentinischen Fußballnationalmannschaft durch ein 2:1 im Spiel um Platz drei gegen den Titelverteidiger Chile den dritten Platz.
Bei der Copa América 2021 gewann er mit der Nationalmannschaft den Titel mit einem 1:0-Sieg im Finale gegen Gastgeber Brasilien.
2022 gewann Scaloni mit der argentinischen Nationalmannschaft in Katar die Fußball-Weltmeisterschaft. Anschließend wurde er zum FIFA-Welttrainer des Jahres 2022 gewählt.
Bei der Copa América 2024 in den USA gewann er mit der Nationalmannschaft den Titel mit einem 1:0-Sieg nach Verlängerung im Finale gegen Kolumbien.

## Erfolge und Auszeichnungen

### Als Spieler
Verein
- Spanischer Meister: 2000
- Spanischer Pokalsieger: 2002
- Spanischer Supercupsieger: 2000, 2002

Nationalmannschaft
- U20-Weltmeister: 1997

### Als Trainer
- Weltmeister: 2022
- Copa-América-Sieger: 2021, 2024
- Finalissima-Sieger: 2022
- Sieger des Torneo Internacional de Fútbol Sub-20 de L’Alcúdia: 2018

### Auszeichnungen
- FIFA-Welttrainer des Jahres: 2022

## Privatleben
Scalonis Vorfahren stammten aus Ascoli Piceno in Italien. Er besitzt sowohl die argentinische, als auch die italienische Staatsbürgerschaft. Seine Eltern Ángel Scaloni und Eulalia waren Bauern, sein Vater war auch Fußballspieler, zog sich aber zurück um sich um die Familie zu kümmern. Sein älterer Bruder Mauro spielte ebenfalls bei Deportivo La Coruña. Mit seiner spanischen Frau Elisa Montero hat er zwei Söhne (* 2012 und * 2016).